# Grzegorz Ostasz
Grzegorz Ostasz (ur. 15 marca 1964 w Oświęcimiu ) – polski historyk, profesor nauk humanistycznych, specjalista w zakresie historii politycznej i gospodarczej XX w., integracji europejskiej oraz biografistyki, prorektor Politechniki Rzeszowskiej im. Ignacego Łukasiewicza w kadencji 2016–2020 i 2020–2024.

## Wykształcenie
Ukończył I Liceum Ogólnokształcące im. ks. Stanisława Konarskiego (klasa o profilu matematyczno-fizycznym), a w 1987 studia na kierunku historia na Wydziale Filozoficzno-Historycznym Uniwersytetu Jagiellońskiego. Pracę magisterską napisał na seminarium prof. Mariana Zgórniaka. Jako student był zaangażowany w działalność opozycyjną. Od 1987 pracuje na Politechnice Rzeszowskiej; początkowo jako asystent stażysta, następnie asystent, adiunkt, profesor nadzwyczajny, a od 2014 na stanowisku profesora zwyczajnego. W 1988 odbył roczną służbę wojskową wraz ze Szkołą Podchorążych Rezerwy w Wyższej Szkole Oficerskiej Wojsk Zmechanizowanych we Wrocławiu.
Od 1993 jest zatrudniony na Wydziale Zarządzania. W styczniu 1996 uzyskał stopień naukowy doktora nauk humanistycznych w zakresie historii (specjalność: najnowsza historia polityczna Polski) na podstawie dysertacji pt. Krakowska Okręgowa Delegatura Rządu na Kraj 1941–1945, obronionej w rzeszowskiej Wyższej Szkole Pedagogicznej. Promotorem rozprawy był dr hab. Andrzej Daszkiewicz. Stopień naukowy doktora habilitowanego w dziedzinie historii uzyskał w maju 2007 na podstawie monografii habilitacyjnej pt. Okręg Rzeszowski Zrzeszenia „Wolność i Niezawisłość”. Model konspiracji, struktura, dzieje decyzją Rady Wydziału Nauk Historycznych i Społecznych Uniwersytetu Kardynała Stefana Wyszyńskiego w Warszawie. Postanowieniem prezydenta Rzeczypospolitej Polskiej Bronisława Komorowskiego z 17 stycznia 2013 otrzymał tytuł profesora nauk humanistycznych.

## Dorobek naukowy
Specjalizuje się w historii politycznej i gospodarczej XX w. (w tym historii zarządzania), integracji europejskiej oraz biografistyce. Jest autorytetem w zakresie polskiego podziemia politycznego, wojskowego i cywilnego (delegatury rządu) okresu drugiej wojny światowej oraz powojennych konspiracji niepodległościowych. W swoim dorobku naukowym ma ponad 500 publikacji, w tym kilkanaście o charakterze monograficznym. Publikował m.in. w czasopismach „Kwartalnik Historyczny”, „Zeszyty Historyczne” (Paryż), „Zeszyty Historyczne WiN-u”, „Czasy Nowożytne”, „Studia Rzeszowskie”, „Przegląd Organizacji” i „Filosofsko-eticzieskij Almanach” (Moskwa). Jest redaktorem naczelnym periodyku „Humanities and Social Sciences”, należy do rady naukowej czasopism „Modern Management Review”, „Prace Historyczno-Archiwalne”, „Ukraińska Polonistyka” i „Sowiniec”. Był autorem biogramów Polskiego Słownika Biograficznego, wydawanego przez Polską Akademię Nauk. Jest członkiem Polskiego Towarzystwa Historycznego oraz Polskiego Towarzystwa Historii Gospodarczej. Przygotował przeszło 50 recenzji wydawniczych.
Uczestniczył w blisko stu konferencjach i sympozjach naukowych o zasięgu międzynarodowym oraz krajowym. Odbył wiele staży naukowych, w tym siedmiokrotnie w Londynie. Stypendysta m.in. Polish Resistance Foundation oraz Polonia Aid Foundation Trust. W ramach popularyzowania nauki brał udział – w charakterze eksperta – w licznych audycjach telewizyjnych i radiowych.
Wypromował 12 doktorów, recenzent w 12 przewodach doktorskich i 2 postępowaniach habilitacyjnych.
Pomysłodawca oraz przez 10 lat (2008–2018) kierownik Centrum Studiów Podyplomowych przy Wydziale Zarządzania Politechniki Rzeszowskiej.

## Wybrane publikacje zwarte
- Obwód ZWZ-AK Rzeszów. Konspiracja wojskowa i „Burza” (1992) ISSN 0209-2697.
- Krakowska Okręgowa Delegatura Rządu na Kraj 1941–1945 (1996) ISBN 83-86705-58-2.
- Podokręg AK Rzeszów. Plan zbrojnego ujawnienia w świetle dokumentów (sierpień–wrzesień 1944 roku) (1999, wraz z Andrzejem Zagórskim) ISBN 83-7199-103-7.
- Zrzeszenie „Wolność i Niezawisłość”. Okręg Rzeszów (2000) ISBN 83-87799-32-7.
- Z dziejów „Rozbratla” – Obwodu AK Rzeszów (2003) ISBN 83-89473-06-2.
- Krakowski Okręg Armii Krajowej w dokumentach. t. 3. Akcja „Burza” w Inspektoracie AK Rzeszów (2003, wraz z Andrzejem Zagórskim) ISBN 978-83-918836-1-7.
- Okręg Rzeszowski Zrzeszenia „Wolność i Niezawisłość”. Model konspiracji, struktura, dzieje (2006) ISBN 83-7199-403-6.
- Pułkownik Kazimierz Iranek-Osmecki. Emisariusz, cichociemny, oficer Komendy Głównej AK (2007, wraz z Jerzym Majką(inne języki)) ISBN 978-83-89183-25-5.
- Podziemna Armia. Podokręg AK Rzeszów (2010) ISBN 978-83-89183-57-6.
- Bohaterowie i duma. 100-lecie Związku Strzeleckiego w Rzeszowie, red. G. Ostasz, J. Magdoń, W. Paruch (2014) ISBN 978-83-7199-946-8.
- Civil Structures of the Polish Underground State in Krakow, [w:] The Fighting City 1939–1945 (2015) ISBN 978-83-7577-220-3.
- Od projektu do legendy. Centralny Okręg Przemysłowy po osiemdziesięciu latach (1937–2017), red. P. Grata, G. Ostasz, B. Pasterski (2018) ISBN 978-83-7996-645-5.
- O solidarności wielką i małą literą pisanej, red. M. Krzysztofiński(inne języki), G. Ostasz, J. Stecko (2019) ISBN 978-83-7934-333-1.
- Historia AK-WiN w zeznaniach Adama Lazarowicza „Klamry” (2021, wraz z Józefem Forystkiem) ISBN 978-83-7934-420-8.

## Pełnione funkcje
W latach 1999–2005 przez dwie kadencje był prodziekanem ds. nauczania na Wydziale Zarządzania i Marketingu Politechniki Rzeszowskiej. Od 1999 należy do składu Senatu tej uczelni. Kierował pracami, które w 2005 przyniosły Wydziałowi Zarządzania certyfikat jakości ISO 9001:2001 w zakresie usług edukacyjnych. W kadencjach 2008–2012 i 2012–2016 był dziekanem Wydziału Zarządzania. W kadencji 2016–2020 pełnił funkcję prorektora ds. współpracy międzynarodowej Politechniki Rzeszowskiej. Obecnie (w kadencji 2020–2024) pełni funkcję prorektora ds. studenckich Politechniki Rzeszowskiej. Od 2004 jest kierownikiem Katedry Nauk Humanistycznych i Społecznych (wcześniej Zakładu Nauk Humanistycznych). Od 2019 przewodniczący Konwentu Profesorów na Wydziale Zarządzania Politechniki Rzeszowskiej.

## Odznaczenia i medale
Otrzymał 16 indywidualnych nagród Rektora Politechniki Rzeszowskiej. W 2007 został odznaczony medalem „Zasłużonym dla Politechniki Rzeszowskiej”, w 2009 Brązowym Krzyżem Zasługi, w 2014 Medalem Komisji Edukacji Narodowej, w 2017 Srebrnym Krzyżem Zasługi, w 2019 Medalem Złotym za Długoletnią Służbę. W 2025 otrzymał Krzyż Kawalerski Orderu Odrodzenia Polski. Posiada również m.in.: Krzyż Zrzeszenia „Wolność i Niezawisłość”, Odznaczenie Pamiątkowe za Zasługi dla Światowego Związku Żołnierzy Armii Krajowej, Medal „Zasłużony dla Podhalańczyków”. W 2017 wyróżniony Tytułem Honorowego Podhalańczyka 21 Brygady Strzelców Podhalańskich. W 2018 otrzymał awans do stopnia kapitana rezerwy Wojska Polskiego.